# Carlos Subero
Carlos Subero es el exmánager del equipo de béisbol venezolano Tiburones de La Guaira (desde 2007) y exmánager de los Leones del Caracas con los cuales alcanzó el título de la Serie del Caribe en 2006. Nació el 15 de junio de 1972 en Caracas.
Desde el 28 de noviembre de 2014 es mánager de los Tigres de Aragua tras el despido de Luis Sojo de dicho equipo.

## Paso por Leones del Caracas
Subero ingresó a los Leones del Caracas el 9 de diciembre de 2005 en la temporada 2005-2006 como el 30.º mánager del equipo, luego de sustituir a Omar Malavé, quien renunció por el bajo rendimiento del conjunto y la creciante presión del público en su contra tras caer de manera estrepitosa ante Pastora de los Llanos en Caracas y muy lejos de la clasificación. Subero ayudó a ganar el título 19 y la segunda Serie del Caribe para el conjunto, logró no solo clasificar al equipo al Round Robin, sino a acceder a la final de la liga, lograr el campeonato y posteriormente el título del Caribe sin conocer la derrota en esa serie. El 20 de noviembre del 2006 Carlos Subero fue despedido por la gerencia de Leones, después de una serie de derrotas consecutivas (11) en las que se vio inmerso el equipo y sustituido por Carlos Hernández.
Se convirtió en el mánager más joven en ganar un campeonato local venezolano con el equipo Leones del Caracas a los 33 años, igualmente se convirtió en el mánager más joven en ganar una Serie del Caribe, mención que anteriormente tenía el mánager de Grandes Ligas Manny Acta.
Es importante acotar que también dirigió a este equipo en la zafra 2001-02, tras la renuncia de John Tamargo como mánager. Esa temporada el equipo quedó fuera del Round Robin.

## Paso por losTiburones de La Guaira
Carlos Subero, fue mánager de los Tiburones de La Guaira entre el 2007 y 2011, en donde ha logrado llevar al conjunto escualo al round robin por 3 temporadas consecutivas (2007-2008, 2008-2009 y 2009-2010), siendo ratificado en el cargo por una temporada más (2010-2011), en su travesía por los escualos, le ha dado estabilidad a un equipo que en años anteriores a su llegada, no encontraba esa estabilidad y esa continuidad de clasificaciones que lo hacía un equipo débil, y hoy por hoy ha logrado armar una novena muy equilibrada para lograr lo que no ha podido en los 3 años como dirigente de este equipo, lograr el título luego de 25 años de espera.
El día 1 de noviembre mediante un comunicado vía Twitter por parte del Presidente del equipo Tiburones de la Guaira Francisco Arocha, se hace publica la destitución de Carlos Subero como mánager de los Tiburones de la Guaira alegando que esta es una Liga de resultados, “dinámica y exigente”. Tan así que ni siquiera se cumplió un mes de temporada y decidieron despedirlo, quedando el equipo en manos del mánager expermientado Phil Regan.
Cabe destacar que ya tenía experiencia vistiendo esta camiseta como jugador activo en la década de los 90 (se desempeñaba principalmente como segunda base y campocorto), más las lesiones forzaron su prematuro retiro. En la temporada 2008-2009 fue el mejor desempeño que ha tenido, llevando al equipo a protagonizar un triple empate en el primer lugar del round robin junto con los Leones del Caracas y los Tigres de Aragua con foja de 9 victorias y 7 reveses.

## Mánager en los Estados Unidos
Trabajo con los Rancheros de Texas en las sucursales de liga menor por 9 temporadas, 7 temporadas como mánager, dos en función de entrenador en sus comienzos. Luego de una temporada en la 2008 con el equipo Chicago White Sox como mánager de AA con el Birmingham, estará en la 2009 con Los Angeles Dodgers específicamente con el equipo de la Liga de California, Inland Empire. Fue ascendido a AA- Chattanooga Lookouts en las próximas 3 temporadas, 2010,2011 y 2012 para luego dirigir nuevamente en la California League en el 2013, Rancho Cucamonga Quakes.
Dirigió la sucursal AA de Milwaukee Brewers en el 2014 y 2015, clasificando al equipo en ambas oportunidades a la postemporada, incluyendo a la final de campeonato en el 2015 con el Biloxi Shuckers. Fue nombrado Mánager del Ano en el 2015, y su equipo fue nombrado como equipo del ano de las ligas menores por el Baseball America. También el 1.er juego de Biloxi en casa fue nombrado como el juego del ano por los Milby Awards.
El 7 de diciembre de 2015, fue nombrado como el entrenador de Infield/1.ª de Milwaukee Brewers para la temporada del 2016, posición en la cual es ratificado para el 2017. 
Es Presidente de la Fundación Venezolana de Atletas Cristianos , una fundación sin fines de lucro los cuales entre sus objetivos es impartir valores y principios fundamentados en la palabra de Dios a la sociedad venezolana, igualmente a través de diferentes estrategias intentan ir agrupando atletas de diferentes disciplinas deportivas.